# Akari
Az Akari (korábbi neve: Astro-F) infravörös csillagászati műhold, amelyet a Japán Űrkutatási Ügynökség épített meg, európai és koreai intézetekkel együttműködve. Fő küldetése az egész égbolt letapogatása közeli-, közepes- és távoli infravörös tartományban a 68,5 cm apertúrájú teleszkópján keresztül.
2011 novemberében bejelentették, hogy az űrtávcső ötéves működés után befejezte a küldetését.

## Repülés
2006. február 21-én indították M-5 hordozórakétával. Indítás után elnevezték Akari-nak, amelynek japán jelentése fény. Két hét alatt érte el végső, 700 km felszín feletti magasságban húzódó, poláris napszinkron pályáját. Április 23-án, a fedélzeti berendezések és csillagászati érzékelők tesztelésekor készültek a műhold első képei.
A távoli- és közepes infravörös szenzorok tervezett élettartama 550 nap, amelyet a folyékony hélium hűtőfolyadék korlátozott, ez 2007. augusztus 26-ra fogyott el. A közeli infravörös szenzorok ezután is működnek mechanikus hűtőkkel.

## Küldetés
Teljes égboltfelmérést végzett 6 infravörös sávban (Infrared Camera: 9, 18 μm, Far-Infrared Surveyor: 65, 90, 140 és 160 μm), továbbá 5000 képet és spektroszkópiai megfigyelést 13 sávban a 2-től 200 mikronig terjedő hullámhossz-tartományban.
A hélium elfogyása utáni első „Nyitott” évad („open time”) 2008. október 15-én kezdődött. (a „Nyitott” évad azt jelenti, hogy a rendelkezésre álló időszak 10%-ára megfigyelési célokra javaslatokat küldhetnek az ESA tagországok intézetei és magánszemélyek is). Erre a célra képalkotási és spektroszkópiai lehetőségek az 1,8 - 5,5 mikron hullámhossz-tartományban vannak.
2010. március 30-án elérhetővé tették a műhold által mért adatokat egy katalógusban, mely nagyjából másfél millió infravörös forrás adatait tartalmazza.

### Magyar oldalak
- Az Akari jól működik (Űrvilág, 2006. május 22.)

### Külföldi oldalak
- JAXA/ISAS ASTRO-F küldetés információk
- https://web.archive.org/web/20090410005524/http://www.sciops.esa.int/index.php?project=ASTROF&page=index
- JAXA: Infrared Imaging Satellite "AKARI" (ASTRO-F)